# Danndorf
Danndorf ist eine Gemeinde im Landkreis Helmstedt, die im Osten des Landes Niedersachsen in unmittelbarer Nachbarschaft zur Stadt Wolfsburg liegt. Sie ist Mitgliedsgemeinde der Samtgemeinde Velpke.

## Geografie

### Lage
Danndorf ist am Südrand des Aller-Urstromtals nahe dem Mittellandkanal gelegen. Das Gemeindegebiet befindet sich am Rande des Naturparks Drömling.

### Nachbargemeinden
An die Gemeinde Danndorf grenzen folgende Gemeinden (in Uhrzeigerrichtung, von Norden beginnend): Rühen, Grafhorst, Velpke, Wolfsburg.

## Geschichte
Danndorf wurde im Jahr 1150 erstmals als Danthorpe urkundlich erwähnt. Es ist in einem Güterverzeichnis des Benediktinerklosters St. Ludgeri in Helmstedt aufgeführt. Das Kloster besaß am Dorf damals 10 Hufen Land, für das die Bewohner den Zehnt zu leisten hatten. Eine weitere urkundliche Erwähnung findet das Dorf 1333 im Kopialbuch des Staatsarchivs Wolfenbüttel. Dort heißt es „Dat dorp Danthorpe dat wutorbyt wost is“ (das Dorf Danndorf, das verwüstet ist). Wahrscheinlich wurde es in der Fehde des Markgrafen von Brandenburg gegen den Herzog Albrecht den Feisten von Braunschweig-Wolfenbüttel niedergebrannt. In einer weiteren Erwähnung in einem Güterverzeichnis über die Dörfer des Vorsfelder Werders von 1366 heißt es, dass die von Danndorf Folgendes als Zehnt geben: „10 Schillinge, 9 Harfergarben und einen Scheffel Roggen und ebenso viele Hühner wie Männer in dem Dorfe sind.“
Der Ort lag an der Postroute Braunschweig–Calvörde.
1757 wurde die Gemarkung von Danndorf bei der Generallandesvermessung des Herzogtums Braunschweig erfasst.

### Herkunft des Ortsnamens

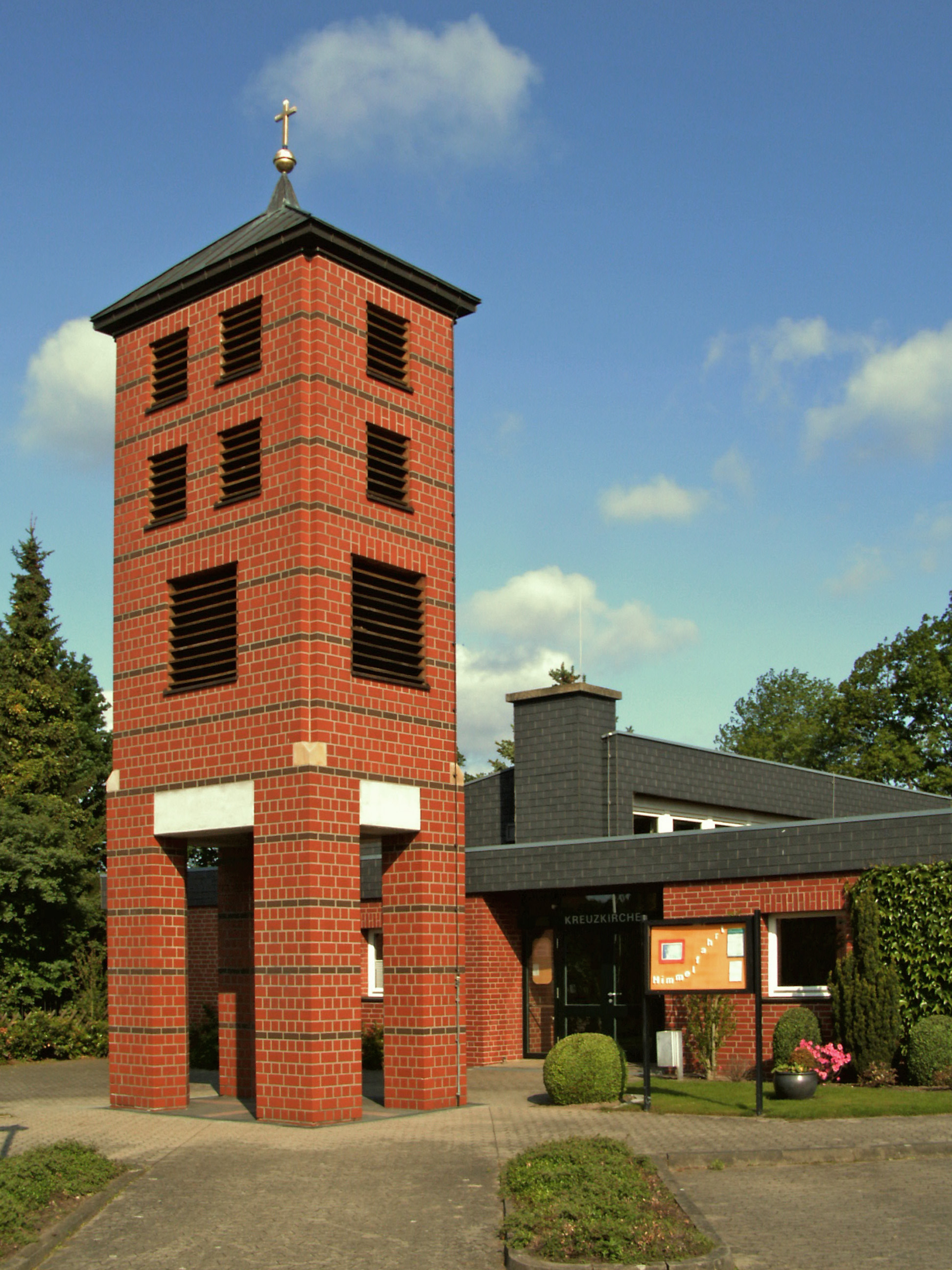
Kreuzkirche

Alte Bezeichnungen von Danndorf sind um 1150 in Danthorpe, um 1150 Danthorp, 1333 Danthorpe, 1366–1367 Dandorpe und 1475 Dandorff. Bei dem Ortsnamen handelt es sich um eine Bildung mit dem Grundwort „-dorf“. Das Bestimmungswort ist konstant als „Dan-“ überliefert, wobei erst im 17. Jahrhundert „-nn-“ in die Schreibung tritt. Die konsequente Überlieferung als „Dan-“ spricht für den Ursprung des mittelniederdeutschen „dan“ für „Tann, Wald“ und für eine Benennung der Siedlung als „Dorf am Wald“.

## Religion
Die Evangelisch-lutherische Kreuzkirche gehört zur Propstei Vorsfelde und damit zur Landeskirche Braunschweig. Am 1. Januar 2017 fusionierte die Kirchengemeinde Danndorf mit der Kirchengemeinde Grafhorst zur Kirchengemeinde Danndorf-Grafhorst. Die nächstliegende katholische Kirche befindet sich im drei Kilometer entfernten Nachbarort Velpke.

## Politik

### Rat
Der Rat ist die kommunale Volksvertretung der Gemeinde Danndorf. Über die Vergabe der 13 Sitze entscheiden die Bürger alle fünf Jahre in allgemeiner, unmittelbarer, freier, gleicher und geheimer Wahl.
Aus dem Ergebnis der Kommunalwahl 2021 ergab sich folgende Sitzverteilung:
| Aktuelle Sitzverteilung im RatInsgesamt 13 Sitze - WGD: 7 - SPD: 4 - CDU: 1 - BüP: 1 |

### Bürgermeister
Bürgermeister seit 2021 ist Thorsten Tölg (WGD).

## Kultur und Sehenswürdigkeiten
- Kulturzentrum

Die frühere Volksschule wurde nach und nach zum heutigen Kulturzentrum umgebaut. 
Das Gebäude dient außerdem als Rathaus, ist Sitz der Gemeinde Danndorf und beherbergt weiterhin die Gemeindebibliothek.

## Wirtschaft und Infrastruktur

### Bildung
In Danndorf gibt es eine Kindertagesstätte und eine Grundschule.

### Freizeit
- Das Feuchtgebiet Drömling liegt in unmittelbarer Nähe.
- Die Danndorfer Teiche bieten Freizeitmöglichkeiten für Angler.
- Der Danndorfer Heimat- und Kulturverein verfügt über eine Theatergruppe, eine Jugendgruppe, eine Handarbeitsgruppe und eine Gruppe zum Aufbau einer Heimatstube.
- Waldquelle
- Seegaststätte mit Biergarten
- Bürgerwiese

### Sport
- TSV Danndorf 1914 e. V. mit den Sparten Fußball, Jugendfußball, Jazz-Dance, Kinderturnen, Damengymnastik, Karate, Herren-Trimmgruppe, Fit For Fun und Gesundheitssport
- BV Drömling 1994 in Danndorf e. V., ein vor allem im Jugendbereich teilweise deutschlandweit erfolgreicher Badmintonverein
- Schützenverein Danndorf, Schießsport vom Breitensport bis Leistungssport mit Langwaffen (Luftgewehr und Kleinkaliber) bis zur Teilnahme an den deutschen Meisterschaften.

## Persönlichkeiten
- Otto Diederichs (1904–1957), Jurist in der Polizeiverwaltung und SS-Oberführer, geboren in Danndorf
- Berthold Zilly (* 1945), Honorarprofessor für Literaturwissenschaften, geboren in Danndorf
- Andreas Pusch (* 1955), 2003–2004 Forstamtsleiter
- Konstantin Bachor (* 1984), Triathlet, aufgewachsen in Danndorf